# 学龙厝
学龙厝，是位于中国福建省福州市闽清县坂东镇坂西村的一个清代古民居建筑，2019年入选第六批闽清县文物保护单位。
学龙厝的建筑风格与宏琳厝类似，始建于清朝光绪元年（1875年）。建筑宏伟，保存完整。2016年7月9日台风尼伯特带来的洪灾损毁部分围墙，但主体保存完整，2017年原貌修复。现基本保持清代建筑原貌，2017年名列第一批县级历史建筑。